# Vi Khuê
Vi Khuê (chữ Hán: 韋珪, 597 - 665), biểu tự Trạch (泽), thông gọi Vi Quý phi (韋貴妃) hay Kỷ Quốc thái phi (紀國太妃), là một phi tần của Đường Thái Tông Lý Thế Dân.

## Thân thế
Đường Thái Tông Quý phi Vi thị, người huyện Đỗ Lăng, thuộc phủ Kinh Triệu (thủ phủ Trường An lúc bấy giờ, nay là Tây An, Thiểm Tây), là cháu gái của Thái phó nhà Bắc Chu là Văn Tương công Vi Hiếu Khoan. Thân phụ của bà là Vân Quốc Tĩnh công Vi Viên Thành (韦圆成), mẹ là chính thất Dương phu nhân. Trong Cựu Đường thư và Tân Đường thư đều không có truyện của bà, sinh thời hành trạng chỉ được viết qua bia mộ của bà và trong mộ bia của con gái đầu là vợ của A Sử Na Trung (阿史那忠).
Theo đó, Vi thị năm 4 tuổi mất cha, khi đưa tang trước mộ phần thì thút thít không thôi. Lớn lên, bà rất rụt rè đoan trang, rất có văn thải, từng xuất giá lấy Kiến Xương công Lý Hiếu Mân (李孝珉), con trai của Hộ bộ Thượng thư của nhà Tùy là Lý Tử Hùng (李子雄). Hai vợ chồng sinh một con gái.
Năm Đại Nghiệp thứ 9 (613), Lý Tử Hùng tham gia biến loạn của Dương Huyền Cảm, nên bị chính phủ nhà Tùy xử tử. Sau đó, sử không còn đề cập về tình trạng của nhà họ Lý cùng Vi Khuê, có vẻ Hiếu Mân cũng bị xử quyết. Trong mộ chí của Vi Khuê, cũng không đề cập cụ thể tình hình của bà và làm thế nào mà bà cuối cùng lại trở thành thiếp của Lý Thế Dân, song mộ chí có ghi Vi Khuê đã "Nga dĩ lương gia nhập tuyển" (Nguyên văn: 俄以良家入选), nên có thể nhận định vào thời khắc dự tuyển vào Dịch đình nhà Đường, Vi Khuê đã lấy thân phận con gái nhà lành, hoàn toàn giấu giếm thân phận từng kết hôn. Đây là chủ ý của Vi Khuê hay phía chính phủ nhà Đường, cho đến nay vẫn không rõ.
Căn cứ việc em họ Vi Ni Tử nhập tuyển năm Vũ Đức thứ 4 (621), Vi Khuê có lẽ cũng trở thành thiếp của Lý Thế Dân trong thời gian này. Năm thứ 7 (624), Vi Khuê sinh ra con gái, tức Lâm Xuyên công chúa Lý Mạnh Khương.

## Quý phi nhà Đường
Năm thứ 9 (626), Tần vương Lý Thế Dân đăng cơ, tức Đường Thái Tông. Sang năm sau, Trinh Quán nguyên niên (627), Đường Thái Tông liền phong Vi thị làm Quý phi, còn con gái riêng của Quý phi với Lý Hiếu Mân được phong làm Định Tương Huyện chúa (定襄县主), giá cấp A Sử Na Trung.
Khoảng năm Trinh Quán thứ 2 (628), Vi quý phi sinh hạ Kỷ vương Lý Thận (李慎). Năm thứ 10 (636), Trưởng Tôn hoàng hậu, chính thê của Thái Tông qua đời. Đường Thái Tông tình nghĩa sâu nặng với Trưởng Tôn thị, lấy làm đau khổ và không lập ai khác làm Hoàng hậu nữa. Vi Quý phi trở thành phi tần có địa vị cao nhất, nhưng có nắm giữ quyền lục như Vạn Quý phi của Đường Cao Tổ Lý Uyên hay không, cho đến nay vẫn còn là nghi vấn.
Năm Trinh Quán thứ 23 (649), Đường Thái Tông băng hà, Thái tử Lý Trị kế vị trở thành Đường Cao Tông. Năm sau (650), Vi Quý phi được Cao Tông gia phong làm Kỷ Quốc Thái phi (紀國太妃), lấy theo tên ấp phong của con trai là Kỷ vương Lý Thận. Năm Lân Đức thứ 2 (665), Vi Thái phi, cùng có Việt Quốc Thái phi Yến thị bồi hầu Đường Cao Tông và Võ Tắc Thiên lên Thái Sơn tiến hành phong thiện. Khi trên đường đến Lạc Dương, Vi Thái phi đột nhiên bị bệnh. Ngày 28 tháng 9 (âm lịch), Kỷ Quốc Thái phi Vi thị liền qua đời ở phủ để Đôn Hành (敦行) của huyện Hà Nam, thọ 69 tuổi.
Khi tin tức Thái phi qua đời, Đường Cao Tông khóc tang ngoài cửa thành Lạc Dương, đem vật bồi trên xe của bà đều đặt trước linh tiền. Sang năm sau, Càn Phong nguyên niên (666), ngày 29 tháng 12 (âm lịch), Vi thị được bồi táng cùng Đường Thái Tông ở Chiêu lăng (昭陵), với quy cách tối cao nhất so với những người chôn phụ khác.

## Hậu duệ
Với Đường Thái Tông, Vi Quý phi sinh ra 2 người con; một hoàng tử và một hoàng nữ. Còn một con riêng với người chồng trước Lý Hiếu Mân, tổng bà có ba người con. Bao gồm:
1. Định Tương Huyện chúa (定襄县主), giá cấp A Sử Na Trung.
2. Lâm Xuyên công chúa (臨川公主; 624 - 1 tháng 7, 682), không rõ tên, biểu tự Mạnh Khương (孟姜). Công chúa rất giỏi thư pháp, do đó Đường Thái Tông từng tấm tắc khen ngợi công chúa, ví con gái mình không thua gì con gái của Vương Hi Chi, tức Vương Mạnh Khương (王孟姜). Do đó, công chúa lấy biểu tự là Mạnh Khương vì lẽ ấy. Hạ giá lấy Chu Đạo Vụ (周道務), sinh một con gái lấy con trai của Ngụy vương Lý Thái là Lý Hân (李欣).
3. Hoàng thập tử Lý Thận (李慎; 628 - 689), sơ phong Thân vương (申王), sau phong Kỷ vương (紀王). Năm 643, nhậm Thứ sử Tương Châu. Sang năm 651 nhậm Đô đốc Kinh Châu, chuyển làm Thứ sử Hình Châu. Năm 684, thăng Thái tử Thái sư, chuyển Thứ sử Bồi Châu. Ông nổi tiếng học hành giỏi, cùng Việt vương Lý Trinh (李貞) xưng làm [Kỷ Việt]. Năm 688, Việt vương tạo phản, Lý Thận không thoát khỏi liên quan, bị giam vào ngục, cải họ thành [Hủy; 虺]. Chết khi trên đường đày đến Bồ Châu. Đến thời Đường Trung Tông, ông mới được cải lại danh hiệu.

## Trong văn hóa đại chúng
| Năm  | Phim truyền hình      | Diễn viên    | Nhân vật   |
| 2010 | Công chúa giá đáo     | Huệ Anh Hồng | Vi quý phi |
| 2014 | Võ Mỵ Nương truyền kỳ | Trương Đình  | Vi quý phi |